# Ptolemej V. Epifan
Ptolemej V. Epifan (grč. Πτολεμαῖος Ἐπιφανής, Ptolemaĩos Epiphanḗs) (o. 209. pr. Kr. - 181. pr. Kr.), kralj helenističkog egipatskog kraljevstva (204. pr. Kr. - 181. pr. Kr.), peti vladar dinastije Ptolemejevića. Bio je sin kralja Ptolemeja IV. Filopatora i Arsinoje III. Uzeo je egipatsko ime Iwaennetjerwy-merwyitu Setepptah Userkare Sekhem-ankhamun.

## Životopis
Na prijestolje je došao kao petogodišnjak, poslije rane smrti svoga oca Ptolemeja IV. Vlast u Egiptu preuzeli su poslije kraljeve smrti, a u ime maloljetnog Ptolemeja V. regenti Sosibije i Agatoklo, koji su pogubili i majku mladoga kralja, Arsinoju III. Slaba vladavina njegova oca donijela je velike neprilike za Egipat, tako da se malodobni kralj našao u nezavidnoj situaciji. Moć Egipta i na kopnu i na moru znatno je opala, jer su okolni vladari iskoristili slabost egipatske države. Najopasniji protivnik bio je kralj Antioh III. Veliki, protiv kojega je Egipat tražio potporu u Grčkoj i u Rimu.
Unatoč upozorenju nove svjetske sile Rima, upućenom seleukidskom vladaru, Antioh je sklopio tajni sporazum s makedonskim kraljem Filipom V. o podjeli egipatskih primorskih posjeda. Filip V. zauzeo je nekoliko otoka i mjesta u Kariji i Trakiji, dok je Antioh III. zauzeo područja u Siriji u sukobu poznatom kao Peti sirijski rat (202. – 195. pr. Kr.). Godine 200. pr. Kr. porazio je egipatsku vojsku kod Paniona osvojivši od Egipta palestinsko područje zajedno s važnom lukom Sidonom.
Istovremeno, Egipat su potresali unutrašnji sukobi, od kojih je najveći bilo odcjepljenje Gornjeg Egipta od ptolemejevske vlasti. Okrunjen je 196. pr. Kr. u Memfisu o čemu postoji tropismeni zapis na čuvenoj Ploči iz Rosette pronađenoj 1799. godine, na osnovu koje je dešifrirano hijeroglifsko pismo.
Godine 192. pr. Kr. mladi Ptolemej V. sklopio je nepovoljan mir sa Seleukidima i uzeo Antiohovu kćer Kleopatru I. za ženu. S njom je imao dva sina i kćer (Ptolemej VI., Ptolemej VIII. i Kleopatra II.).
Godine 191. pr. Kr. Ptolemej je uspio ponovno uspostaviti svoju vlast nad Gornjim Egiptom preotevši ga od faraona Ankhwennefera, a uspio je i skršiti pobunu u delti Nila.
Umro je 181. pr. Kr., vjerojatno od posljedica trovanja, a naslijedio ga je stariji sin Ptolemej VI.